# Philipp Boy

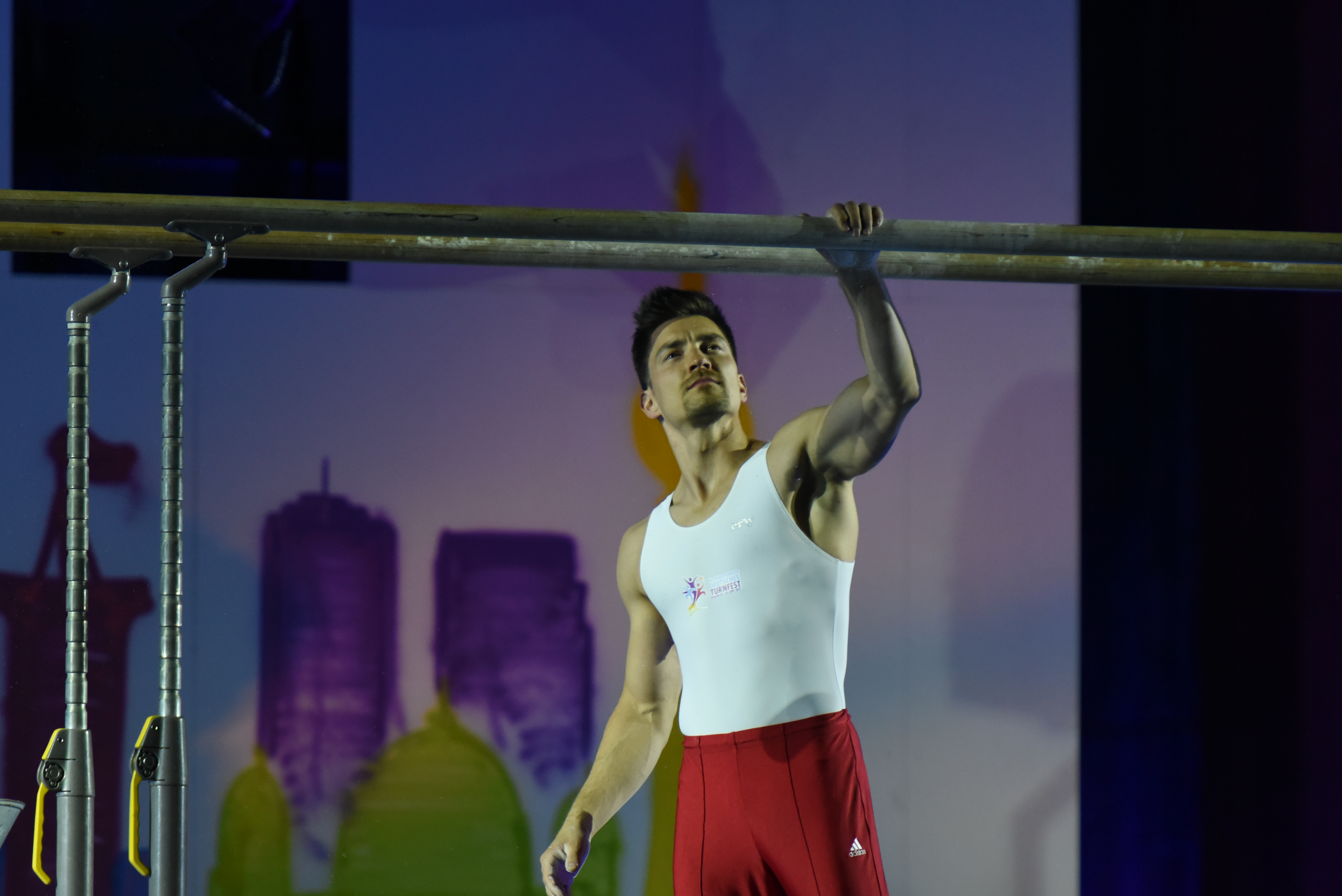
Philipp Boy, 2017

Philipp Boy est un gymnaste allemand, né à Schwedt le  23 juillet 1987.

## Palmarès

### Jeux olympiques
- Pékin 2008
  - 13e place au concours général individuel

- Londres 2012
  - 7e au concours par équipes

### Championnats du monde
- Aahrus 2006
  - 7e place au concours par équipes

- Stuttgart 2007
  -  médaille de bronze au concours par équipes
  - 18e place au concours général individuel

- Rotterdam 2010
  -  médaille de bronze au concours par équipes
  -  médaille d'argent au concours général individuel
  - 4e place à la barre fixe

- Tokyo 2011
  -  médaille d'argent au concours général individuel
  - 7e place au concours par équipes
  - 7e place à la barre fixe

### Championnats d'Europe
- Lausanne 2008
  -  médaille d'argent au concours par équipes

- Milan 2009
  - 4e place au concours général individuel

- Birmingham 2010
  -  médaille d'or au concours par équipes
  -  médaille de bronze à la barre fixe

- Berlin 2011
  -  médaille d'or au concours général individuel
  -  médaille d'argent à la barre fixe

- Montpellier 2012
  - 6e au concours par équipes
  - 8e à la barre fixe